# Équipe d'Algérie de hockey sur glace
 (août 2024).
Les normes d'accessibilité du Web doivent être respectées sur les articles liés au hockey sur glace.
Les articles possédant ce bandeau sont listés dans la catégorie:Article hockey sur glace non accessible.
Les points d'amélioration suivants sont les cas les plus fréquents :
- Tableaux de données : utiliser les modèles préformatés déjà disponibles ou consulter l'aide ;
- Listes à puces : les listes à puces sont créées grâces aux astérisques. Il ne doit pas y avoir de ligne vide entre deux astérisques ;
- Langue : tout changement de langue doit être signalé grâce au modèle {{langue}} ou au paramètrelangue=quand le modèle {{Lien web}} est utilisé dans les références ;
- Alternative textuelle : toute image doit être accompagnée d'une description sommaire (à ne pas confondre avec la légende).

Voir aussi Wikipédia:Atelier accessibilité/Bonnes pratiques.
Nota : ce bandeau ne concerne pas les problèmes d'accessibilité dus aux modèles utilisés.
L'équipe d'Algérie de hockey sur glace est la sélection nationale d'Algérie regroupant les meilleurs joueurs algériens de hockey sur glace lors des compétitions internationales. L'équipe a fait son apparition en 2008, pour la première Coupe arabe de hockey sur glace.

## Historique
Formée en 2006, l'équipe d'Algérie a demandé à devenir membre de l'IIHF. L'équipe nationale a été formée en raison du nombre croissant d'Algériens jouant au hockey sur glace dans le monde entier. En juin 2008 l'Algérie a participé à la première Coupe arabe de hockey sur glace à Abou Dabi, où elle a fini quatrième.
En avril 2009, Nordine Mahdidi, un membre de l'équipe de 2008 de la Coupe arabe, prend la relève comme entraîneur-chef de l'équipe.

## Résultats

### Coupe arabe
- 2008 - 4e place

### Coupe d'Afrique
- 2016 -

## Bilan des confrontations
| Équipe              | PJ | V | D | BP | BC |
| ------------------- | -- | - | - | -- | -- |
| Koweït              | 1  | 0 | 1 | 2  | 8  |
| Maroc               | 2  | 0 | 2 | 11 | 16 |
| Émirats arabes unis | 2  | 0 | 2 | 6  | 16 |
| Émirats arabes unis | 0  | 2 | 2 | 14 | 5  |